# 市庁駅 (ソウル特別市)
市庁駅（シチョンえき）は、大韓民国ソウル特別市中区にあるソウル交通公社の駅である。

## 利用可能な鉄道路線
ソウル交通公社
 1号線 - 駅番号は「132」
 2号線 - 駅番号は「201」

## 駅構造

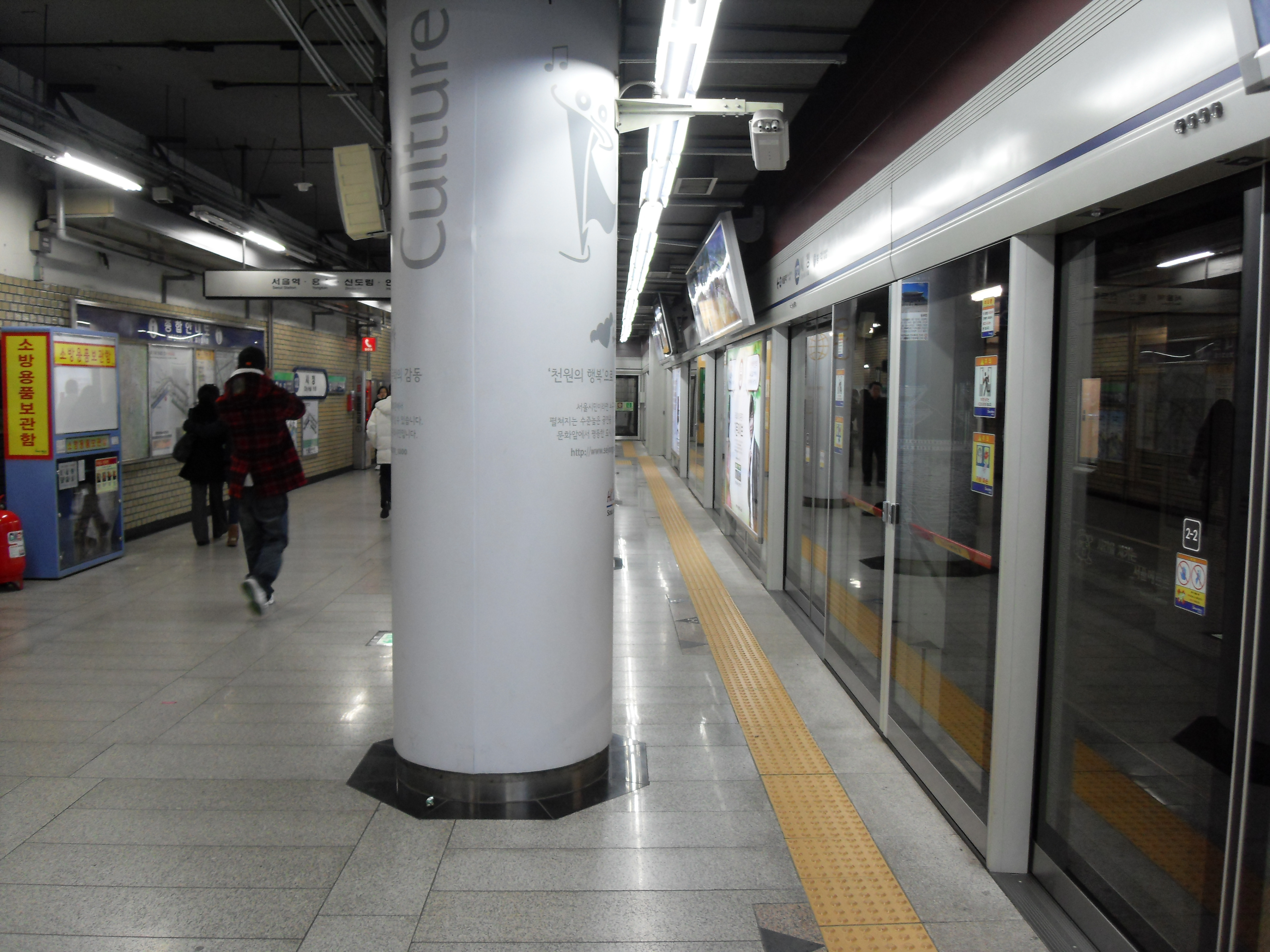
1号線ホーム（2009年撮影）

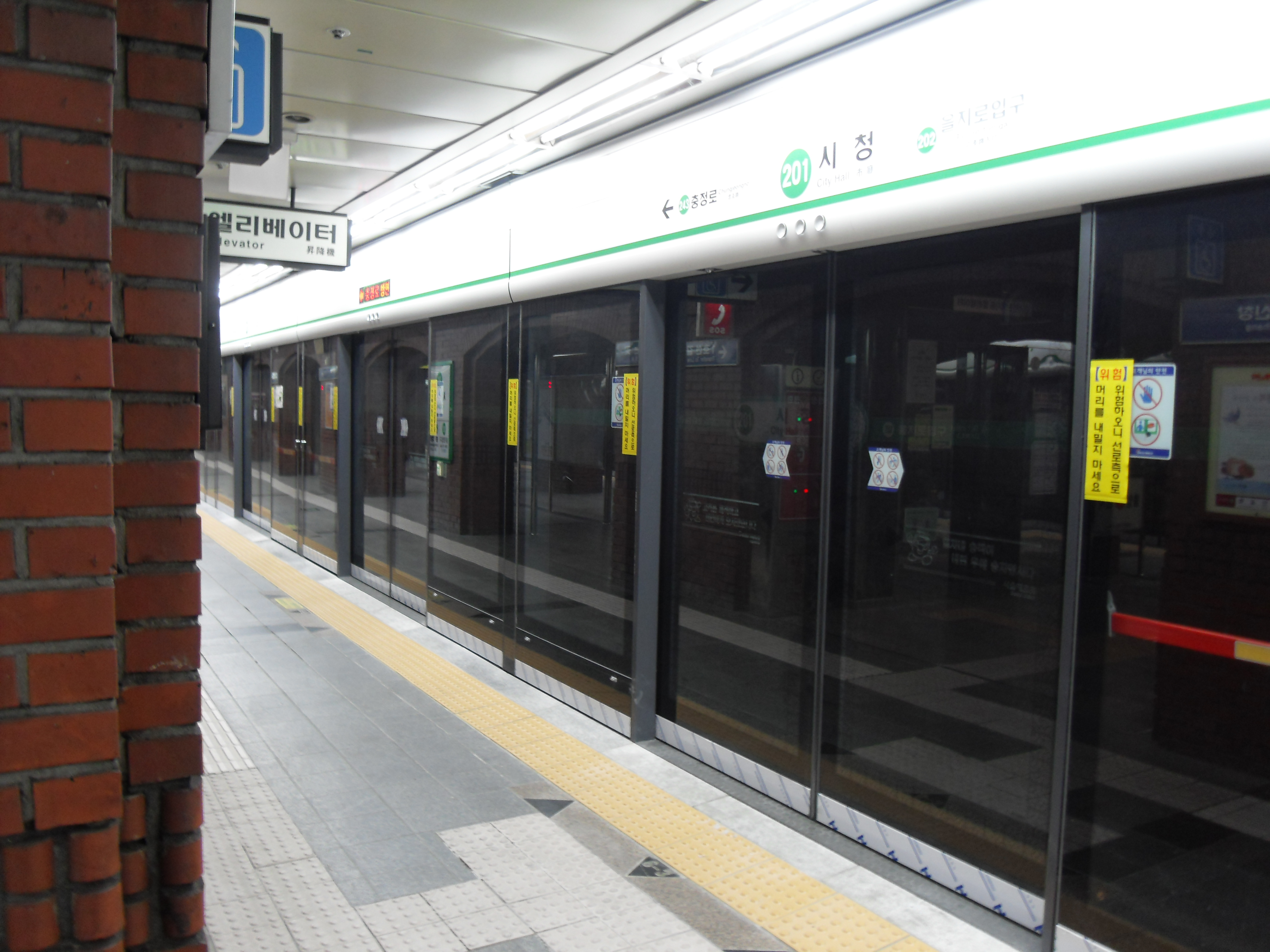
2号線ホーム（2009年撮影）

当駅は1号線が太平路の真下を南北に延び、2号線が西小門路の真下を東西に延びている地下駅である。
1号線のホームは地下2階にある。相対式2面2線を有しており、フルスクリーンタイプのホームドアが設置されている。改札階は地下1階で、改札口は北側と南側の2ヶ所ある。ホームから見て北側の改札口に通じる階段はホーム1面につき2ヶ所、北側の改札口に通じる階段はホーム1面につき2ヶ所ある。いずれの改札口も上下ホーム別々に設置されている。2号線に乗り換える場合は両ホームともホーム南端にある乗り換え通路を通る必要がある。ただし、下りホームは駅の構造上1号線の線路の上を通る必要があるため、階段を上り下りしなければならない。
2号線のホーム地下3階にある。島式1面2線を有しており、フルスクリーンタイプのホームドアが設置されている。改札階は地下2階で、改札口は東側と西側の2ヶ所ある。1号線に乗り換える場合、改札階を東側に進めば乗り換え通路に行くことができる。先述のとおり、1号線の下りホームに行くには階段を上り下りしなければならない。
化粧室は1号線の改札外、2号線の改札内、9番出口付近の合計3ヶ所ある。出口は12ヶ所ある。

### のりば
案内上ののりば番号は各線共に設定されていない。 
| ホーム | 路線  | 行先                                         |
| ------ | ----- | -------------------------------------------- |
| 上り   | 1号線 | 清凉里・倉洞・議政府・逍遥山方面             |
| 下り   | 1号線 | ソウル駅・九老・仁川・西東灘・天安・新昌方面 |
| 内回り | 2号線 | 往十里・聖水・建大入口・蚕室方面             |
| 外回り | 2号線 | 新村・堂山・新道林・大林方面                 |

## 利用状況
近年の一日平均利用人員推移は下記のとおり。
| 路線  | 路線     | 2000年 | 2001年 | 2002年 | 2003年 | 2004年 | 2005年 | 2006年 | 2007年 | 2008年 | 2009年 | 出典  |
| ----- | -------- | ------ | ------ | ------ | ------ | ------ | ------ | ------ | ------ | ------ | ------ | ----- |
| 1号線 | 乗車人員 | 22,552 | 22,356 | 22,621 | 22,309 | 23,119 | 22,557 | 23,163 | 23,706 | 24,231 | 23,249 | [ 1 ] |
| 1号線 | 降車人員 | 24,164 | 24,128 | 23,751 | 23,163 | 23,729 | 23,855 | 24,398 | 24,594 | 25,245 | 23,962 | [ 1 ] |
| 1号線 | 乗降人員 | 46,715 | 46,484 | 46,372 | 45,471 | 46,848 | 46,412 | 47,561 | 48,299 | 49,476 | 47,211 | [ 1 ] |
| 2号線 | 乗車人員 | 22,056 | 23,147 | 24,193 | 24,122 | 24,613 | 23,905 | 24,274 | 25,087 | 25,197 | 24,089 | [ 1 ] |
| 2号線 | 降車人員 | 22,182 | 23,450 | 25,021 | 24,827 | 25,450 | 25,733 | 26,490 | 27,156 | 27,266 | 26,050 | [ 1 ] |
| 2号線 | 乗降人員 | 44,238 | 46,597 | 49,214 | 48,950 | 50,063 | 49,638 | 50,763 | 52,243 | 52,463 | 50,138 | [ 1 ] |
| 路線  | 路線     | 2010年 | 2011年 | 2012年 | 2013年 | 2014年 | 2015年 | 2016年 | 2017年 | 2018年 |        | [ 1 ] |
| 1号線 | 乗車人員 | 22,831 | 22,842 | 22,492 | 24,247 | 24,471 | 24,651 | 25,892 | 25,062 | 24,856 |        | [ 1 ] |
| 1号線 | 降車人員 | 23,291 | 23,029 | 22,277 | 24,253 | 24,673 | 24,765 | 26,144 | 25,297 | 24,631 |        | [ 1 ] |
| 1号線 | 乗降人員 | 46,122 | 45,871 | 44,769 | 48,501 | 49,144 | 49,416 | 52,036 | 50,359 | 49,487 |        | [ 1 ] |
| 2号線 | 乗車人員 | 24,693 | 25,171 | 25,098 | 26,708 | 25,654 | 25,358 | 25,892 | 24,049 | 24,540 |        | [ 1 ] |
| 2号線 | 降車人員 | 26,184 | 26,485 | 26,255 | 27,795 | 25,286 | 24,811 | 24,907 | 23,018 | 23,395 |        | [ 1 ] |
| 2号線 | 乗降人員 | 50,877 | 51,656 | 51,353 | 54,503 | 50,939 | 50,169 | 50,799 | 47,067 | 47,935 |        | [ 1 ] |

## 駅周辺

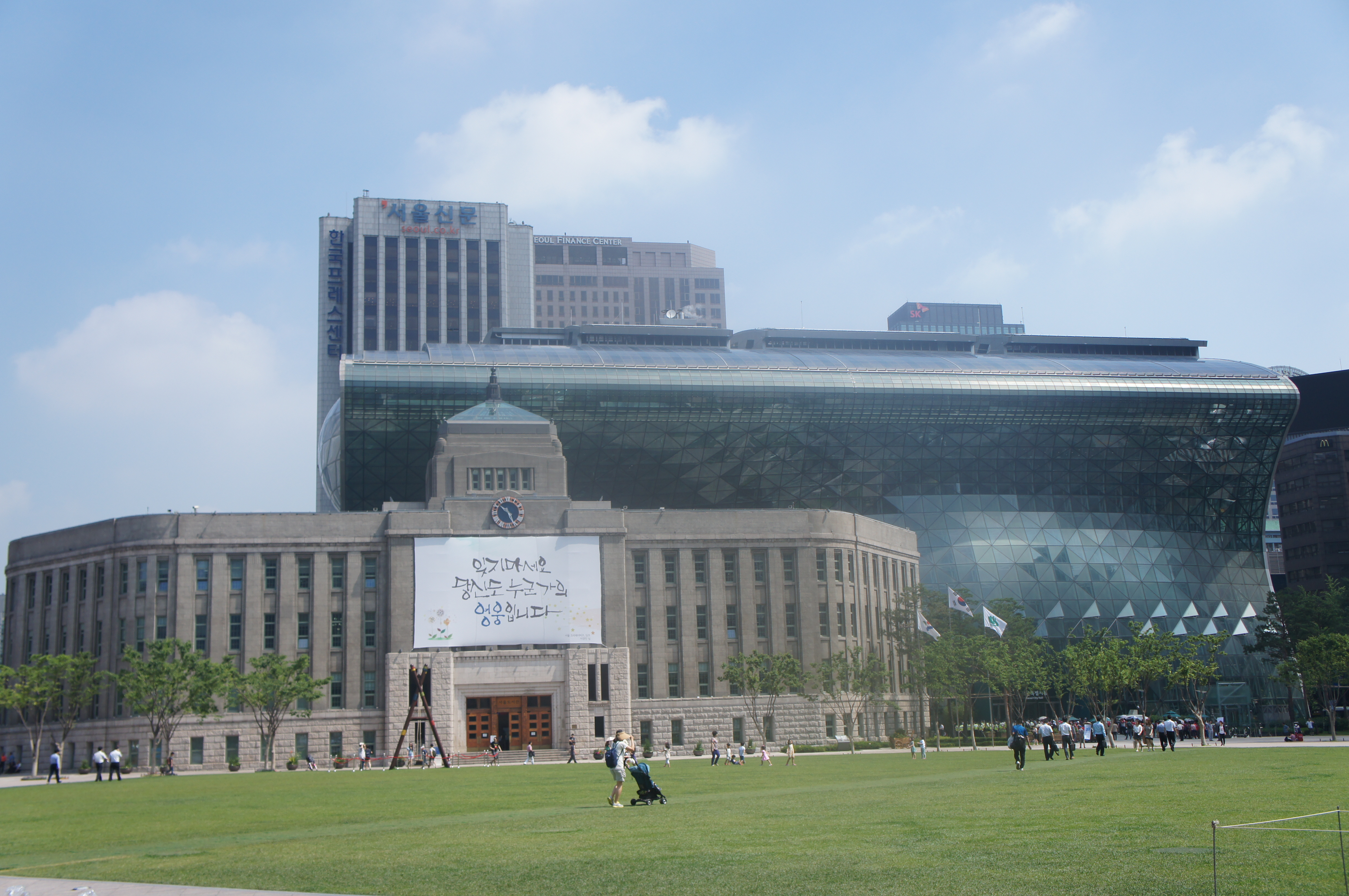
市庁の旧舎（手前）と新舎（奥）

駅名の通り、ソウル市役所（ソウル特別市庁）の最寄駅である。駅付近には徳寿宮・圜丘壇（圓丘壇）などの史跡があり、足を伸ばせば明洞・南大門市場・清渓川に徒歩10分程度で到達する。交通至便な場所であり、ホテルも多く立ち並んでいるために、日本人をはじめとする外国人観光客の姿も多い。古くからのソウルの中心の一つであり、1970年代の経済成長期にビルや地下商店街の建設がすすめられた。このため、1988年ソウルオリンピック以後に開発が進められた地域と比較すると、都市景観の古さは否めない。
李明博大統領の集権後、アメリカ産牛肉輸入問題をめぐるろうそく集会が2008年5月からほぼ毎日この駅周辺で開かれ、警察によりこの駅の出入口が封鎖されることもある。
1号線の駅と2号線の駅は長い通路で結ばれており、2号線の駅は徳寿宮の南側に位置する。市庁駅が最寄りとされる施設の中には、2号線利用者には乙支路入口駅が近いことがある。
- 大韓聖公会 ソウル司教座聖堂
- 大韓聖公会 ソウル教区（朝鮮語版）
- 大韓聖公会 聖歌修道会（朝鮮語版）
- 京郷新聞
- 光化門郵便局
- 国家人権委員会
- 国民健康保険公団
- 南大門市場
- 大韓民国憲政会（朝鮮語版）
- 徳寿宮
- 徳寿宮美術館
- 東亜日報
- 柳寛順記念館
- アメリカ大使館
- 商業登記所
- ソウル広場（市庁前広場）
- ソウル市立美術館（朝鮮語版）
- ソウル市民大学
- ソウル新聞
- ソウル地方国税庁南大門別館
- ソウル特別市議会（旧・京城府民館）
- ソウル特別市議会専門図書館
- ソウル特別市庁（旧・京城府庁）
- 世宗文化会館
- 崇礼門
- 新世界百貨店
- イギリス大使館
- 乙支路
- 日本政府観光局
- 貞洞劇場
- 政府中央庁舍（朝鮮語版）
- 朝鮮日報社
- 釜山銀行（朝鮮語版）ソウル営業部
- 中部登記所
- 中央日報
- 中央赤十字血液院
- 清渓広場
- ニューソウルホテル
- ニュー国際ホテル
- プレジデントホテル
- 韓国産業安全公団
- 韓国銀行
- ソウルプラザホテル
- ロッテホテル
- ウェスティン朝鮮ホテル
- コリアナホテル
- 相鉄ホテルズ ザ・スプラジール ソウル明洞

## 歴史
- 1974年8月15日 - 1号線の駅が「市庁前駅」として開業[2]。
- 1983年6月30日 - 駅名を「市庁駅」へ改称[3]。
- 1984年5月22日 - 2号線が接続、乗換駅となる[4]。

## 隣の駅
ソウル交通公社
 1号線
鐘閣駅 (131) - 市庁駅 (132) - ソウル駅駅 (133)
 2号線
忠正路駅 (243) - 市庁駅 (201) - 乙支路入口駅 (202)